# Hamilton Mourão
Antônio Hamilton Martins Mourão (Porto Alegre, 15 de agosto de 1953) es un militar brasileño, general retirado del Ejército y vicepresidente de la República Federativa de Brasil desde el 1 de enero de 2019 hasta el 26 de diciembre de 2022.
Fungió como Presidente en funciones de Brasil desde el 27 de diciembre de 2022 hasta el 1 de enero de 2023, esto tras la visita de Jair Bolsonaro a Estados Unidos para evitar asistir a la investidura y entregarle la banda presidencial a Lula.

## Biografía

### Primeros años
Nacido el 15 de agosto de 1953 en Porto Alegre (estado de Río Grande del Sur), hijo del general Antônio Hamilton Mourão y Wanda Coronel Martins. Se retiró el 28 de febrero de 2018. Tiene ascendencia brasileña nativa y se identifica como indígena brasileño.

### Carrera militar

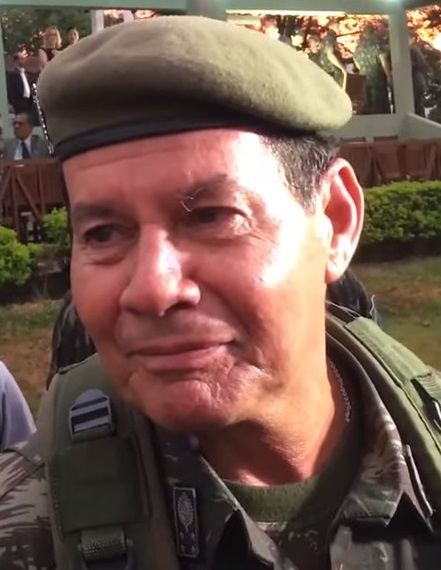
Mourão en 2016 en Río de Janeiro.

Ingresó en el Ejército en 1972, en la Academia Militar das Agulhas Negras, donde se diplomó en Artillería en 1975. Como oficial superior, estudió en la Escola de Comando e Estado Maior do Exército. Estuvo destinado en Angola, en una misión de paz. Fue agregado militar en la embajada de Brasil en Caracas, Venezuela desde el 8 de febrero de 2002 hasta 2004.

### Vicepresidente de la República
Afiliado desde 2018 al  Partido Renovador Laborista Brasileño (PRTB), en agosto de dicho año fue oficializada su candidatura a vicepresidente de la República acompañando a Jair Bolsonaro, que a la postre obtuvo el mayor porcentaje de votos en la primera vuelta (46,03 %), pasando al balotaje. La candidatura de Bolsonaro y Mourão se impuso en la segunda vuelta a la de Fernando Haddad y Manuela d'Ávila.

## Posiciones políticas
Mourão ganó fama en 2015 durante la crisis política en el segundo mandato de la presidenta Dilma Rousseff, cuando fue transferido del Comando Militar del Sur (CMS) al Secretario de Economía y Finanzas, en el Distrito Federal, debido a las declaraciones hechas en un discurso sobre el contexto político de la época.
Es defensor del papel de las Fuerzas Armadas durante la dictadura.
En 2017 amenazó con una intervención militar en el país; en un anuncio público de la Logia Masónica Grande Oriente en septiembre de 2017, en el Distrito Federal, Mourão declaró que «entre los deberes del Ejército brasileño estaba la garantía del funcionamiento de las instituciones y de la ley y el orden», y que, si el poder judicial «no pudiera curar la política existente en el país, esto sería impuesto por el ejército a través de una intervención militar», lo que, según su visión, «está provisto por la Constitución Federal de 1988».
Sin embargo, en mayo de 2018, luego de la huelga de los camioneros, Mourão habló en contra de los pedidos de intervención militar en el gobierno, afirmando que «si el gobierno carece de condiciones para gobernar, abandone, renuncie. Llame a las elecciones antes, haga lo que sea, pero termine su inmovilismo», y que «el país no puede descender al caos». También tachó de «vergonzosa» la huelga de la Federación Unificada de Trabajadores del Petróleo y dijo que «hay personas que se aprovechan [de la situación] de ambas partes».
Durante la campaña afirmó que Brasil está lastrado por una herencia producto de «la indolencia de los indígenas, el espíritu taimado de los africanos y el privilegio heredado de los íberos». También hizo alusión al «blanqueo de la raza» en una valoración positiva del color de piel de su nieto.
En enero de 2019 puso en duda el traslado de la embajada brasileña en Israel a Jerusalén que fue prometido por Bolsonaro en campaña a los evangélicos neopentecostales.